# Unkovice
Unkovice (en allemand : Hunkowitz) est une commune du district de Brno-Campagne, dans la région de Moravie-du-Sud, en République tchèque. Sa population s'élevait à 756 habitants en 2020.

## Géographie
Unkovice se trouve à 3 km au sud-ouest de Židlochovice, à 20 km au sud de Brno et à 196 km au sud-est de Prague.
La commune est limitée par Hrušovany u Brna au nord, par Žabčice à l'est et au sud, et par Pohořelice à l'ouest.

## Histoire
La première mention de la localité date de 1131.